# Хазрет-Султан (пик)
Хазрет-Султан (узб. Hazrati Sulton choʻqqisi, ранее пик имени XXII съезда КПСС) — горная вершина в Гиссарском хребте на границе Узбекистана и Таджикистана. Имеет высоту 4643 метров над уровнем моря, что делает её высочайшей горой Узбекистана.